# Großer Doppeldecker

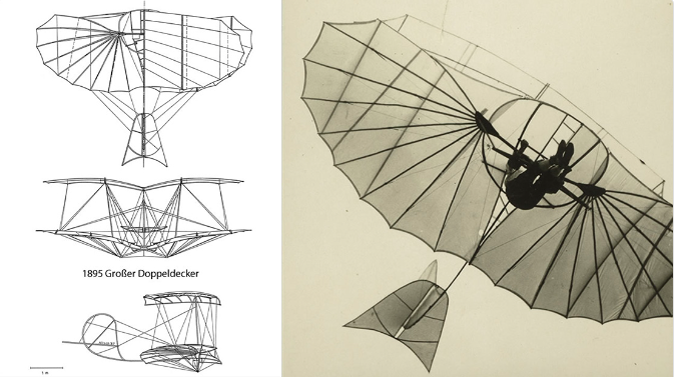
Technische Zeichnung Großer Doppeldecker und im Flug Otto Lilienthal 1895

Der Große Doppeldecker entstand 1895 als Weiterentwicklung des Normalsegelapparates von Otto Lilienthal, des ersten in Serie gebauten (Gleit)-Flugzeugs der Geschichte. Es ist, wie dieses, ein Hängegleiter. Die Steuerung erfolgt durch Gewichtsverlagerung.

## Entwicklung
Ziel war es, die tragende Fläche des erprobten Normalsegelapparates zu vergrößern, ohne dabei die Spannweite zu erhöhen, was die Steuerung durch die sehr eingeschränkten Möglichkeiten zur Gewichtsverlagerung im Lilienthalschen Cockpit weiter erschwert hätte. Lilienthal hatte im gleichen Jahr das kleinere Sturmflügelmodell bereits zum Kleinen Doppeldecker erweitert. Der Große Doppeldecker baute auf den Erfahrungen auf. Er war eine der zahlreichen nur von Lilienthal selbst geflogenen Konstruktionen. Fotografisch belegt sind zahlreiche Flüge mit beiden Doppeldeckern vom Fliegeberg in Lichterfelde bei Berlin und 1896 nur mit dem Großen Doppeldecker am Gollenberg (Havelland) nahe der Gemeinde Stölln im Havelland.
Es handelt sich um die ersten erfolgreichen Doppeldecker der Geschichte.

## Konstruktionsdetails
Die untere Tragfläche entspricht vollständig der des Normalsegelapparates. Die obere Tragfläche ist nicht wie die untere zusammenlegbar, sondern nur in der Mitte teilbar. Damit ist auch der Doppeldecker einfach auf eine gut handhabbare Transportbreite von zwei Metern demontierbar.
Neben der angestrebten Erhöhung der Tragkraft der größeren Flügelfläche veränderte die obere Tragfläche die flugmechanischen Eigenschaften gegenüber dem Eindecker. Der höhere Auftriebsmittelpunkt führte zu stabilerem Flugverhalten und einer besseren Handhabbarkeit im Flug. Lilienthal verfolgte das Ziel, sich stärkeren Winden anvertrauen zu können, um in den von ihm angestrebten „dauerhaften Flug“ (Segelflug) zu kommen.

## Technische Daten
- Spannweite: 6,7 m
- Masse: 25 kg
- maximale Flugweiten (von Lilienthal erreicht): 250 m
- Gleitzahl: 4

## Rekonstruktion

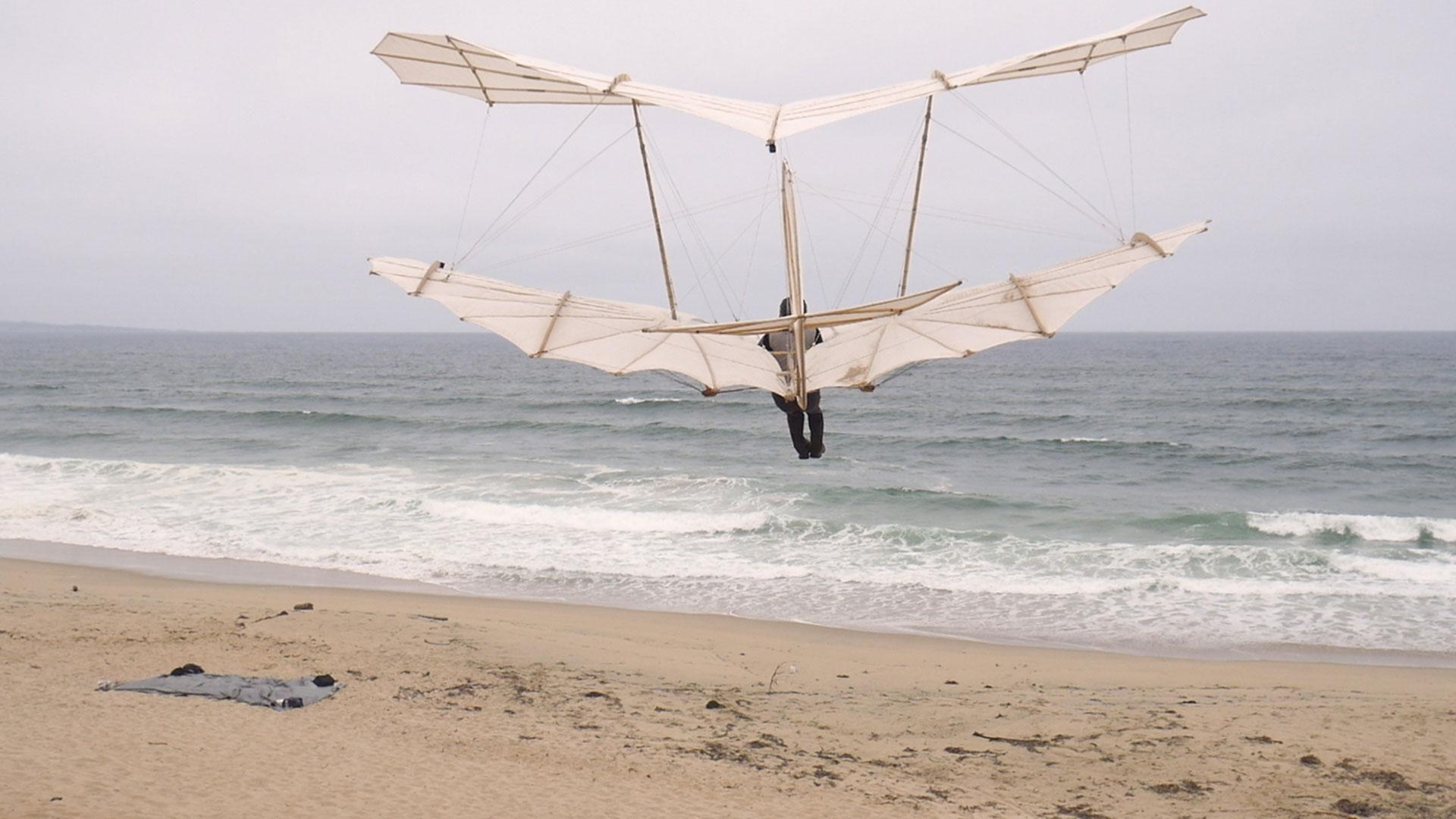
Ein Nachbau des Großen Doppeldeckers im Juli 2019 im Flug

Das Original ist nicht erhalten. Es existieren jedoch mehrere Exemplare des zu Grunde liegenden Normalsegelapparates. Rekonstruktionen des Doppeldeckers existieren in verschiedenen Museen. Die Rekonstruktion war mit großer Genauigkeit auch durch zahlreiche detailreiche Fotografien möglich.
Untersuchungen zur Flugstabilität und -steuerung sowie praktische Flüge wurden 2019 durch Markus Raffel vom Deutschen Zentrum für Luft- und Raumfahrt durchgeführt. Die Versuche waren eine Weiterführung der bereits 2016 erfolgten aerodynamischen und flugmechanischen Untersuchung des Normalapparates durch das Institut.